# Rothenfeld (Andechs)
Rothenfeld ist ein Gemeindeteil von Andechs im oberbayerischen Landkreis Starnberg.
Die topografische Angabe „Anstalt“ geht zurück auf die hier bestehende Justizvollzugsanstalt Rothenfeld und deren Vorgängereinrichtungen.

## Baudenkmäler
- Justizvollzugsanstalt Rothenfeld